# Lamagrande
Lamagrande es una localidad española perteneciente al municipio de Balboa, en la provincia de León, comunidad autónoma de Castilla y León. Se encuentra en la comarca de El Bierzo, a unos 5,9 km de Balboa. Se habla castellano y gallego.

## Comunicaciones
- Carretera : CV-125-4 -> LE-723 -> CV-125-7

- Datos: Q18286146